# Microhypsibius bertolanii
Microhypsibius bertolanii är en djurart som tillhör fylumet trögkrypare, och som beskrevs av Kristensen 1982. Microhypsibius bertolanii ingår i släktet Microhypsibius och familjen Microhypsibiidae. Inga underarter finns listade i Catalogue of Life.